# 충청남도 홍성의료원
충청남도홍성의료원(忠淸南道洪城醫療院, Chungcheongnam-do Hongseong Medical Center)은 충청남도 홍성군에 위치한 충청남도청 산하의 공공병원이다. 충청남도 홍성군 홍성읍 조양로 224에 위치하고 있다.

## 연혁
- 1936년 도립 홍성병원 개원
- 1983년 지방공사충청남도 홍성의료원으로 변경
- 2006년 충청남도 홍성의료원으로 변경

## 진료과목
내과, 외과, 산부인과, 소아과, 정형외과, 신경외과, 이비인후과, 비뇨기과, 신경과, 정신과, 치과, 마취통증의학과(수술실), 안과, 진단검사의학과, 응급의학과(응급실), 영상의학과, 피부과, 재활의학과, 가정의학과 호스피스병동

## 같이 보기
- 병원
- 홍성군